# Uranotaenia gigantea
Uranotaenia gigantea är en tvåvingeart som beskrevs av Steffen Lambert Brug 1931. Uranotaenia gigantea ingår i släktet Uranotaenia och familjen stickmyggor. Inga underarter finns listade i Catalogue of Life.